# بيتروفكوين
بيتروفكوين (بالإسبانية: Pitrufquén)‏ هي مدينة وبلدية في تشيلي محافظة كاوتين ، في إقليم أروكانيا . تقع المدينة على بعد 30 كم جنوب تيموكو وتقع جنوب نهر تولتين مباشرة ، على طول طريق تشيلي السريع .

تم تأسيس بيتروفكوين في البداية باسم ليسبرغير ، وهو الاسم الذي يكرم صانع طائرة المنطقة الحضرية ، المهندس الفرنسي ليسبرغير .
أصل سكانها متنوع بقدر ما هو غني في أصوله ، مع إرث مابوتشي وإسباني مهم بالإضافة إلى بعض المهاجرين المستوطنين من فرنسا وألمانيا وهولندا وسويسرا وغيرها.
الأنشطة الرئيسية في المدينة هي الزراعة وتربية الماشية والغابات والصناعة ، وتسليط الضوء على إنتاج الحليب والأخشاب النبيلة. المناخ فيها معتدل ودافئ ، مع هطول الأمطار على مدار العام .